# Samir Ujkani
Samir Ujkani (n. 5 iulie 1988) este un fotbalist albanez kosovar care joacă pe postul de portar pentru clubu turc Çaykur Rizespor și căpitanul echipei naționale a Kosovo, jucând în trecut pentru echipa națională a Albaniei până în 2014.

## Tinerețe
Ujkani s-a născut în Resnik, într-un sat lângă Vučitrn, provincia socialistă autonomă din Kosovo, care la acea vreme făcea parte din Republica Socialistă Federativă Iugoslavia. S-a mutat împreună cu familia în Belgia la șase ani de când s-a născut.

## Cariera pe echipe

### La tineret
La vârsta de treisprezece ani, Ujkani s-a înscris la academia lui Ingelmunster, petrecând șase ani acolo înainte să ajungă la Anderlecht. Academia de fotbal a lui Anderlecht ava reputația de a produce portari talentați, cum ar fi Jacky Munaron. Ujkani a jucat până în iunie 2007 pentru echipa sub 19 ani a lui Anderlecht, jucând și zece meciuri pentru echipa a doua. În iunie 2007 a semnat un contract pe cinci ani cu Palermo din Seria A.

### Palermo
De când a ajuns la echipă Ujkani a fost rezervă neutilizată în două meciuri de Cupa UEFA pentru Palermo, fiind rezervă și mai multe meciuri din Serie A. El a fost a treia alegere de portar pentru sezonul 2008-2009 al Rosanerilor, iar ulterior a fost cel de-al doilea portar al echipei după ce clubul a decis să îl pună pe lista de transferuri pe veteranul Alberto Fontana.
La 26 aprilie 2009, Ujkani și-a făcut debutul în fotbalul profesionist la Palermo, înlocuindu-l pe Marco Amelia care s-a accidentat în timpul unui meci de Serie A cu Milan care a avut loc pe San Siro. În urma meciului bun făcut de el a fost felicitat de Kaká. În iulie 2009, a fost împrumutat la clubul de Lega Pro Prima Divisione Novara în schimbul lui Giacomo Brichetto, dar și pentru a căpăta experiență.
La 14 iunie 2012, proprietarul lui Palermo, Maurizio Zamparini, a confirmat faptul că Ujkani va juca pentru Palermo în sezonul 2012-2013. La 22 iunie 2012, Palermo a anunțat pe site-ul oficial că a cumpărat toate drepturile federative ale lui Ujkani și ale colegului său, Michel Morganella, de la Novara.
Pentru sezonul 2013-2014 al lui Palermo, petrecut în Serie B după retrogradarea din sezonul precedent, a fost a doua alegere de portar - primind șanse de a juca - și a fost lăudat pentru faptul că a devenit mai bun decât când a plecat de la Palermo. În decembrie și ianuarie 2014, a devenit temporar prima alegere pentru postul de portar în locul accidentatului Stefano Sorrentino. Contractul său cu Palermo a expirat la 30 iunie 2015.

#### Împrumutul la Novara
Ujkani a devenit imediat titular la Novara. A fost un jucător cheie al echipei, ajutând-o pe Novara să promoveze din Lega Pro Prima Divisione în Serie B în sezonul 2009-2010, marcând întoarcerea echipei în Serie B după 33 de ani. Această performanță a determinat-o pe Novara să ceară o prelungire a împrumutului său, lucru care a fost aprobat de Palermo în iulie 2010.
Ujkani a ajutat-o Novara să promoveze în  Serie A pentru sezonul 2010-2011 după o absență de 55 de ani. La 31 ianuarie 2011, Palermo a anunțat că a vândut 50% din drepturile de transfer ale lui Ujkani la Novara, alături de Michel Morganella (la pachet pentru 1,5 EUR milioane de euro), ca parte a unei oferte care a implicat achiziționarea atacantului Pablo González (5   milioane de euro) de către Palermo.
Ujkani a fost un jucător crucial al echipei nou-promovate în Serie A, ajutand-o pe Novara sa câștige cu Inter Milano acasă și în deplasare, cand Ujkani a scos un șut într-o situație de unu la unu cu Giampaolo Pazzini și a scos șutul lui Wesley Sneijder dintr-o lovitură liberă periculoasă. El a ajutat-o de asemenea pe Novara să obțină o remiză împotriva lui Napoli.
Pe 16 octombrie 2011, Ujkani și-a spart nasul și a pierdut patru dinți când sa ciocnit cu coechipierul Michel Morganella împotriva Bolognei. Fiind unul dintre favoriții fanilor, Andrea Ballarè, primarul din Novara, l-a vizitat pe Ujkani la spital. Ujkani s-a întors la echipă pe 5 decembrie într-un meci împotriva lui Lazio.

#### Împrumutul la Chievo
După sosirea portarului Stefano Sorrentino la Palermo, Ujkani a fost împrumutat la Chievo la 29 ianuarie 2013. În scurta lui perioadă aici, nu a jucat decât un singur meci, fiind rezerva lui Christian Puggioni și nu a fost cumpărat de clubul din Verona, întorcându-se astfel la Palermo până la sfârșitul sezonului.

### Genoa
La 19 iulie 2015 s-a anunțat faptul că Ujkani a semnat un contract cu Genoa din postura de jucător liber de contract, însă aici a prins doar un singur meci.

#### Împrumutul la Latina
La 8 ianuarie 2016 Ujkani a fost împrumutat la Latina în Serie B. La 16 ianuarie 2016, a debutat cu o victorie de 1-0 împotriva fostului club Novara, după ce a început meciul din postura de titular.

#### Împrumutul la Pisa
La 11 iulie 2016. Ujkani a fost împrumutat la echipa din Serie B Pisa. La 7 august 2016, el a debutat cu Pisa în a doua etapă din Coppa Italia 2016-2017  împotriva Bresciei după ce a fost numit în gama de star.

### Cremonese
Pe 14 iulie 2017, Ujkani a semnat cu echipa nou-promovată în Seriei B, Cremonese. La 6 august 2017, el a debutat cu Cremonese în a doua rundă din  Coppa Italia 2017-2018 împotriva lui Virtus Entella.

### Çaykur Rizespor
Pe 18 iulie 2018 Ujkani a semnat cu Çaykur Rizespor, nou-promovată în Süper Lig, un contract de trei ani. La 26 septembrie 2018, el a debutat pentru Çaykur Rizespor în turul trei al Cupei Turciei 2018-2019 împotriva lui Tarsus Idman Yurdu.
De la începutul anului 2019, Ujkani a fost exclus din lotul primei echipe alături de alți 4 jucători străini și a fost trimis să se antreneze cu echipa U21.

## Cariera la națională

### Albania
Ujkani a primit un pașaport albanez în vara anului 2007 și a început să joace pentru Albania U21. El a debutat pe 1 iunie într-un meci de calificare la Campionatul European împotriva Italiei U21. La 6 octombrie 2008, el a primit prima sa convocare la națională pentru meciurile de calificare pentru Campionatul Mondial din 2010 cu Ungaria și Portugalia. El a debutat pe 10 iunie 2009 într-o remiză cu Georgia în Albania. Ujkani și-a pierdut locul de titular în fața lui Etrit Berisha în timpul calificărilor pentru Campionatul Mondial din 2014.

### Kosovo
La 2 martie 2014, Ujkani a fost convocat de naționala Kosovoului pentru primul meci sub egida FIFA împotriva Haitiului.

## Statistici privind cariera

### Club
Până pe 26 septembrie 2018 
| Club              | Sezon         | Campionat                | Campionat | Campionat | Cupă    | Cupă   | Continental | Continental | Altele  | Altele | Total   | Total  |
| Club              | Sezon         | Divizie                  | Meciuri   | Goluri    | Meciuri | Goluri | Meciuri     | Goluri      | Meciuri | Goluri | Meciuri | Goluri |
| ----------------- | ------------- | ------------------------ | --------- | --------- | ------- | ------ | ----------- | ----------- | ------- | ------ | ------- | ------ |
| Palermo           | 2007–2008     | Serie A                  | 0         | 0         | 0       | 0      | —           | —           | —       | —      | 0       | 0      |
| Palermo           | 2008–2009     | Serie A                  | 1         | 0         | 0       | 0      | —           | —           | —       | —      | 1       | 0      |
| Palermo           | 2012–2013     | Serie A                  | 19        | 0         | 1       | 0      | —           | —           | —       | —      | 20      | 0      |
| Palermo           | 2013–2014     | Serie B                  | 11        | 0         | 0       | 0      | —           | —           | —       | —      | 11      | 0      |
| Palermo           | 2014–2015     | Serie A                  | 3         | 0         | 1       | 0      | —           | —           | —       | —      | 4       | 0      |
| Palermo           | Total         | Total                    | 34        | 0         | 2       | 0      | —           | —           | —       | —      | 36      | 0      |
| Novara (împrumut) | 2009–2010     | Lega Pro Prima Divisione | 23        | 0         | 3       | 0      | —           | —           | 1       | 0      | 27      | 0      |
| Novara (împrumut) | 2010–2011     | Serie B                  | 39        | 0         | 1       | 0      | —           | —           | —       | —      | 40      | 0      |
| Novara (împrumut) | 2011–2012     | Serie A                  | 24        | 0         | 2       | 0      | —           | —           | —       | —      | 26      | 0      |
| Chievo (împrumut) | 2012–2013     | Serie A                  | 0         | 0         | 0       | 0      | —           | —           | —       | —      | 0       | 0      |
| Chievo (împrumut) | Total         | Total                    | 86        | 0         | 6       | 0      | —           | —           | —       | —      | 94      | 0      |
| Genoa             | 2015–2016     | Serie A                  | 0         | 0         | 0       | 0      | —           | —           | —       | —      | 0       | 0      |
| Genoa             | Total         | Total                    | 0         | 0         | 0       | 0      | —           | —           | —       | —      | 0       | 0      |
| Latina (împrumut) | 2015–2016     | Serie B                  | 21        | 0         | 0       | 0      | —           | —           | —       | —      | 21      | 0      |
| Pisa (împrumut)   | 2016–2017     | Serie B                  | 35        | 0         | 3       | 0      | —           | —           | —       | —      | 38      | 0      |
| Pisa (împrumut)   | Total         | Total                    | 56        | 0         | 3       | 0      | —           | —           | —       | —      | 59      | 0      |
| Cremonese         | 2017–2018     | Serie B                  | 37        | 0         | 1       | 0      | —           | —           | —       | —      | 38      | 0      |
| Cremonese         | Total         | Total                    | 37        | 0         | 1       | 0      | —           | —           | —       | —      | 38      | 0      |
| Çaykur Rizespor   | 2018–2019     | Süper Lig                | 0         | 0         | 1       | 0      | 0           | 0           | 0       | 0      | 1       | 0      |
| Çaykur Rizespor   | Total         | Total                    | 0         | 0         | 1       | 0      | 0           | 0           | 0       | 0      | 1       | 0      |
| Total carieră     | Total carieră | Total carieră            | 213       | 0         | 13      | 0      | 0           | 0           | 1       | 0      | 228     | 0      |

1. ↑  Include meciuri din Supercoppa di Serie C

### Meciuri la națională
Până pe data de 20 noiembrie 2018
| Echipa națională | An    | Meciuri | Goluri |
| ---------------- | ----- | ------- | ------ |
| Albania          |       |         |        |
| 2009             | 4     | 0       |        |
| 2010             | 1     | 0       |        |
| 2011             | 8     | 0       |        |
| 2012             | 5     | 0       |        |
| 2013             | 2     | 0       |        |
| Total            | Total | 20      | 0      |
| Kosovo           |       |         |        |
| 2014             | 2     | 0       |        |
| 2015             | 2     | 0       |        |
| 2016             | 5     | 0       |        |
| 2017             | 7     | 0       |        |
| 2018             | 8     | 0       |        |
| Total            | Total | 24      | 0      |